# Baralla (parroquia)
Baralla (llamada oficialmente Santa María Madanela de Baralla) es una parroquia y una villa española del municipio de Baralla, en la provincia de Lugo, Galicia.

## Organización territorial
La parroquia está formada por cuatro entidades de población:

### Entidades de población
Entidades de población que forman parte de la parroquia:
- Baralla

### Despoblados
Despoblados que forman parte de la parroquia:
- A Fachita
- Escobio
- Senra

## Demografía
| Gráfica de evolución demográfica de Baralla (parroquia) entre 2000 y 2019 |
|                                                                           |
| Datos según el nomenclátor publicado por el INE.                          |